# Калийные удобрения
Кали́йные удобре́ния — вид минеральных удобрений, используемые как источник калия для питания растений; помимо увеличения урожайности, они улучшают качественные характеристики выращиваемой продукции: способствуют повышению сопротивляемости растений к заболеваниям, повышению лёжкости плодов при хранении и стойкости при транспортировке, а также улучшению их вкусовых и эстетических качеств.
Калийные удобрения, как правило, применяются в комплексе с азотными и фосфорными удобрениями.

## Хлорид калия (КCl)
Является концентрированным калийным удобрением. Представляет собой белое кристаллическое вещество и легко растворяется в воде. Содержание питательного вещества в пересчёте на K2O находится в пределах 52-62 %. Основным сырьём для производства хлористого калия являются природные калийные соли (сильвинит и карналлит — соли с содержанием чистого вещества на уровне 12-15 % с примесями солей натрия и магния).
Хлорид калия применяют на любых почвах как основное удобрение. Особенно эффективно при использовании под корнеплоды, картофель, подсолнечник, плодовые и другие культуры.

## Калийная селитра (КNO3)
Комплексное калийно-азотное удобрение: содержание калия — 45 %, азота — 14 %. В объёме 10 см3 содержится 12,5 г (1 г занимает 0,75 см3), то есть в стакане (200 мл) поместится 250 г, в спичечном коробке 25 г. Широко применяется в защищённом грунте: перед высадкой рассады вносят до 36 г/м2, для корневой подкормки 18-20 г/м2.

## Калимагнезия (K2SO4*MgSO4)
Комплексное калийно-магниевое удобрение, без содержания хлора. Применяется под хлорофобные культуры, положительно отзывающиеся на магний.
Содержание калия 26-32 %, магния 11-18 %. В объёме 10 см3 содержится 10 г (1 г занимает 1 см3), то есть в стакане (200 мл) поместится 200 г, в спичечном коробке 20 г. Не гигроскопична, не слёживается, рассеиваемость хорошая.
Применяют в виде подкормки (10 г/м2) при низком содержании в почве подвижного магния. При основном внесении норма составляет 40 г/м2.

## Мировые запасы калийных руд
Более 80 % запасов используемой для производства калия руды приходится всего на три страны — Белоруссию, Канаду и Россию.
| Страна     | Доля мировых резервов,% | Основное месторождение | Запасы месторождения, млрд.т. | Среднее содержание калия в руде,% | Начало разработки | Площадь месторождения тыс. км2. |
| Канада     | 37,5                    | Саскачеванское         | 50                            | 30                                | 1958              | ?                               |
| Россия     | 31,4                    | Верхнекамское          | 13                            | 18-34                             | 1933              | 6,5                             |
| Белоруссия | 9,1                     | Старобинское           | 7,8                           | 22-30                             | 1961              | 14                              |
| Узбекистан | 1                       | Тюбегатанское          | 1                             | 25-35                             | 2007              | 0,56                            |

## Крупнейшие мировые производители калийных удобрений
| Страна                   | Производство, млн тонн (2015 год) |
| Канада                   | 11,2                              |
| Белоруссия               | 10,6                              |
| Россия                   | 13,2                              |
| Германия                 | 3,4                               |
| Китай                    | 3,1                               |
| Израиль                  | 2,0                               |
| Туркменистан             | 1,4                               |
| Иордания                 | 1,4                               |
| США                      | 1,1                               |
| Чили                     | 0,8                               |
| Узбекистан               | 0,62                              |
| Великобритания           | 0,43                              |
| Испания                  | 0,42                              |
| Бразилия                 | 0,4                               |
| Общемировое производство | 37                                |